# Parler thiernois

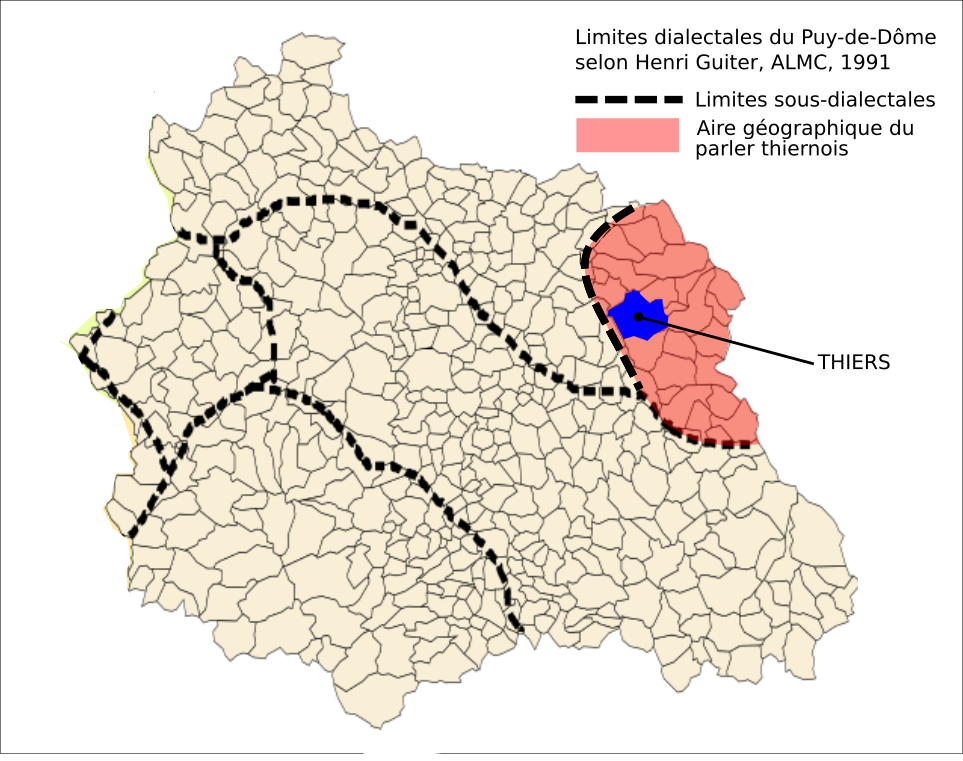
Aire linguistique du parler thiernois dans le Puy-de-Dôme (en rouge et ville de Thiers en bleu).

Le parler thiernois est la forme locale du français parlé dans la région de Thiers, dans le Massif central.
Ses caractéristiques lui viennent de sa position de carrefour linguistique. L'élément majoritaire qui le constitue est le substrat linguistique auvergnat mais il n'est pas seul. De nombreuses autres influences linguistiques de langues et parlers proches se croisent dans la région de Thiers (les parlers arverno-bourbonnais du Croissant, le francoprovençal, la langue d'oïl bourbonnaise, etc.). 

## Histoire

### Contexte national linguistique
Au Moyen Âge, la France n'a pas d'unité linguistique, car au début du IXe siècle le latin n'est plus qu'une langue « sacrée », on y parle différentes langues germaniques, basque, celtique, et romanes, ces dernières morcelées en différents dialectes, que l'on peut regrouper en trois différents groupes :
- français-langues d'oïl dans le nord avec le picard, le normand, ou encore le champenois ; cette région était encore très germanisée et de nombreux seigneurs composaient le système féodal ;
- le francoprovençal (ou arpitan) ;
- le Croissant : langue de transition entre la langue occitane et la langue d'oïl (bourbonnais).
- l'occitan dans le sud avec le limousin, l'auvergnat, le languedocien, le gascon, le provençal ; les dialectes de cette région, qui baignent durant des siècles dans la culture romaine, se rapprochent du latin (l'usage du droit romain était d'ailleurs courant).

À cette époque le français n'était qu'une langue parmi d'autres, appelée le « françois ». Mais elle a pour atout de se trouver dans une région en explosion démographique, Paris et sa région,.
En 1539 débute officiellement la francisation de la France avec la proclamation de l’ordonnance de Villers-Cotterêts, signée par François Ier : elle impose le français comme langue du droit et de l’administration en France, en remplacement du latin. Cependant, il ne faut pas en conclure que tous les Français parlent cette langue : les historiens estiment que 10 % à 20 % de la population parle la langue du roi au XVIe siècle,.
Les lois Jules Ferry qui en 1881 instituent la gratuité de l'école primaire et en 1882 la rendent obligatoire, imposent la langue nationale sur tout le territoire français et la démocratisent. Alors qu'en 1863, sur 38 millions de Français on en comptabilisait toujours 7,5 millions ne connaissant pas la « langue nationale ».
Au cours du XXe siècle et jusque dans les années 1960, les gouvernements ont adopté pas moins de quarante lois concernant surtout l’enseignement, la presse, l'administration et l'orthographe. Au début du XIXe siècle, le ministère de l'éducation nationale trouvait que la francisation était trop lente: les autorités décidèrent donc de nommer dans les régions non-francophones des professeurs venant d'une autre région pour améliorer l'apprentissage français et réduire l'influence des patois,.

### Contexte local linguistique

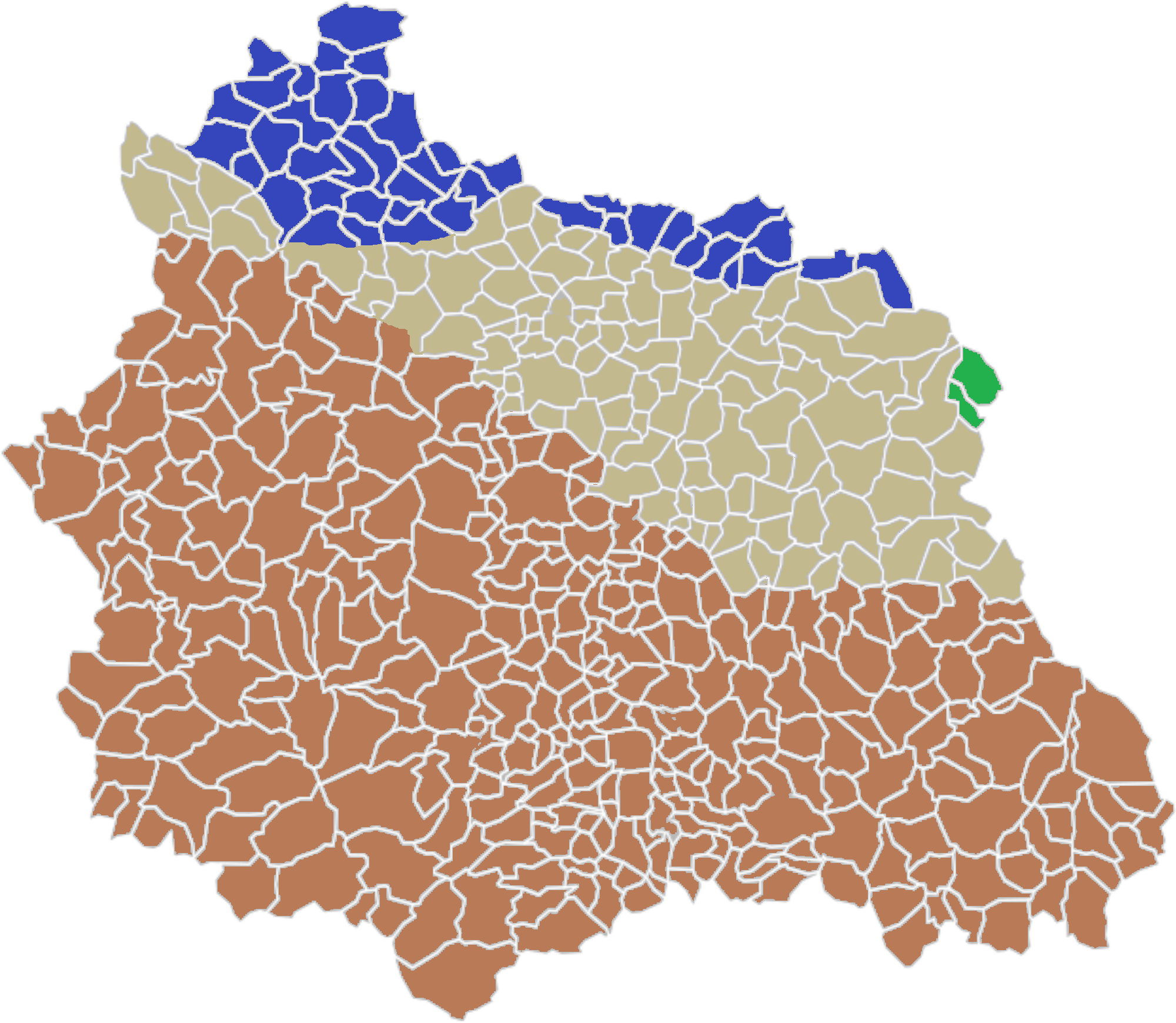
Carte linguistique du département du Puy-de-Dôme : Bleu : Croissant (langue intermédiaire oc / oïl) ; marron foncé : auvergnat ; marron grisé : auvergnat pré-oïlisé (fortement francisé, dont Thiers et sa région) ; en vert le francoprovençal.

Les origines du parler thiernois remontent à la seconde moitié XIXe siècle, époque où une majorité des habitants d'Auvergne parlaient encore l'auvergnat.

#### Un carrefour linguistique
Le parler thiernois est situé à un véritable carrefour linguistique. Est traditionnellement parlé à Thiers et dans sa région, un parler de langue auvergnate comme c'est aussi le cas dans la grande majorité du département du Puy-de-Dôme.
Si le tiarnoés / tiarnoé est bien de l'auvergnat, il appartient à une zone interne à part. La langue d'oïl, c'est-à-dire le français, influe fortement les parlers auvergnats septentrionaux comme celui de Thiers. Pierre Bonnaud inclut ainsi la ville de Thiers et sa région, tout comme celle de Riom, dans une zone où l'auvergnat est pré-oïlisé, c'est-à-dire fortement francisé mais sans pour autant que ces régions fassent partie du Croissant comme c'est le cas pour les communes plus au nord du Puy-de-Dôme et celles de la moitié sud de l'Allier.
Un peu plus au nord de la région thiernoise se situe justement le Croissant, zone où la langue est intermédiaire entre la langue d'oc et la langue d'oïl. Les deux communes de Ris et Lachaux en font partie.
Un peu plus à l'est, ont été parlés dans communes de Chabreloche et d'Arconsat à la fois l'auvergnat (pré-oïlisé) mais aussi le francoprovençal.

#### L'accent thiernois
L'accent thiernois, lui aussi résultant de cette histoire linguistique ne semble pas s'apparenter totalement à l'accent du Midi - comme l'indiquent subjectivement une enquête réalisée près de Thiers en 1999, mais d'une variété de français où coexistent des traits du français standard, quelques traits du français méridional, d'autres de régions situées plus à l'est telles que la Bourgogne ou la Franche-Comté ainsi que de traits tout à fait originaux,.

## Usage et diffusion
L'enquête subjective réalisée en 1999 auprès d'habitants du bassin thiernois indique qu'une géographie exacte du parler thiernois n'existe pas réellement. Les contours dans l'espace étant flous, l'approche la plus réaliste dirait que le parler thiernois s'étend de Peschadoires à l'ouest à Noirétable (département de la Loire) à l'est, et de Vollore-Ville au sud à Châteldon et Puy-Guillaume au nord. La même étude fait remarquer que dans ces dernières communes, l'accent thiernois est moins prononcé et plus influencé par les autres sous-dialectes adjacents.
Dans l'ouvrage « Le parler de Thiers et de sa région » préfacé par Jean Anglade, en 2004, les auteurs déclarent au sujet du sous-dialecte thiernois que « le patois du pays de Thiers ne s'entend quasiment plus que par bribes, le jour de la Foire du Pré »,.

## Lexique
| Mot ou expression        | Définition |
| ------------------------ | --- |
| Arbaland                 | grand flandrin                                                                                                 |
| Arcandier                | individu inquiétant, qui cherche à se donner une allure importante, et dont on ignore le genre de ressources   |
| Argaux                   | déchets, rebuts, guenilles (s’emploie aussi comme insulte)                                                     |
| Arnique                  | crapule |
| Arpions                  | orteils |
| Artaizons                | cirons du fromage                                                                                              |
| Atout                    | gifle ou claque                                                                                                |
| Aulagnier                | noisetier dont le fruit est l’ "aulagne"                                                                       |
| Bachas/Bachat            | bac de fontaine, baquet, auge à cochons                                                                        |
| Badailler/Bader          | rêvasser la bouche ouverte                                                                                     |
| Bade-cul                 | flatteur, lèche-cul                                                                                            |
| Bado-bé                  | badaud |
| Baland                   | entraînement produit par la pesanteur                                                                          |
| Bame                     | rocher à demi immergé ou surplombant une rivière                                                               |
| Baralhe                  | personne qui divague par moments                                                                               |
| Barateler                | aller et venir en s’affairant et en faisant du bruit                                                           |
| Bargeot                  | pou de tête |
| Barnaud                  | niais ; simple ; imbécile ; gogo                                                                               |
| Barolhe                  | détraqué, toqué                                                                                                |
| Bartavelle               | verrou, loquet de porte                                                                                        |
| Barouf                   | tapage, grand bruit de querelle                                                                                |
| Bechiner                 | lâcher des vesses, des pets                                                                                    |
| Beleter                  | faire palpiter d’impatience, d’obsession                                                                       |
| Berauds                  | piquants des écorces de châtaigne                                                                              |
| Belou                    | chéri, joli |
| Berchu                   | à qui il manque une ou plusieurs dents                                                                         |
| Beugne                   | enflure provoquée par un coup au front ou au crâne                                                             |
| Biche                    | sorte de cruche en terre à une seule anse latérale                                                             |
| Boge                     | grand sac, large et profond                                                                                    |
| Bonnes gens              | exclamation signifiant : pauvre petit !                                                                        |
| Borde                    | minuscule éclat de fer, de fonte, ou d’acier                                                                   |
| Bouame                   | flatteuse, mielleuse, insidieuse et perfide                                                                    |
| Bouère                   | vairon |
| Bouiné                   | plissé, ridé                                                                                                   |
| Boulaque                 | grosseur, protubérance, kyste                                                                                  |
| Boulaquer                | battre, cabosser, tuméfier                                                                                     |
| Boulhe                   | fagot de genêts                                                                                                |
| Bousingot                | tabatière à fond plat, et à paroi verticale, généralement en écorce de merisier pour les bousingots ordinaires |
| Cacher                   | faire mal, gêner                                                                                               |
| Cacole                   | pièce de tôle emboutie formant coquille                                                                        |
| Cacolon                  | petit chapeau emboîtant la tête                                                                                |
| Cafarote                 | tanière, endroit obscur manquant d’air et de lumière                                                           |
| Cafignon                 | petit recoin sombre et clos                                                                                    |
| Cagnard                  | à Thiers, le sens de douillet                                                                                  |
| Calamastre               | d’humeur rude et cassante                                                                                      |
| Calet, calette           | dénudé, dépouillé de sa crasse ou de sa gangue                                                                 |
| Cancaille                | hanneton |
| Canfouiner               | se tenir obstinément dans un endroit fermé et sans air                                                         |
| Carafés                  | giroflées |
| Carine                   | |
| Casse                    | |
| Cassi                    | |
| Castibraille             | |
| Caton                    | |
| Chabraque                | |
| Chatille                 | |
| Chérant                  | |
| Chichambe                | |
| Chicler                  | |
| Chignoler                | |
| Ciboler                  | |
| Claveler                 | |
| Corgnolle                | |
| Corniau                  | |
| Coucourle                | |
| Coufle                   | |
| Couiner                  | |
| Coumi                    | |
| Courandeler              | |
| Couraud, couarde         | |
| Cralhat ou craillat      | |
| Cralhe ou craille        | |
| Cralheux ou écailleux    | |
| Cramer                   | |
| Cramé                    | |
| Cramouiller              | |
| Creu                     | |
| Cuit                     | |
| Daru                     | volontaire, entêté, difficile à mener                                                                          |
| Débadigouiller           | parler d’abondance et très rapidement                                                                          |
| Décorniolé / décourniolé | qui a le cou à l’air, sans cache-col                                                                           |
| Découtir                 | sortir du lit vivement, se dépêcher                                                                            |
| Dégueuladji              | matières vomies                                                                                                |
| Délandé                  | qui n’a pas envie de travailler                                                                                |
| Djaquer                  | fouetter, mener à vive allure                                                                                  |
| Délhonguer               | mettre les vêtements en désordre                                                                               |
| Déparler                 | délirer, déblatérer, tenir des propos scandaleux                                                               |
| Dépatouiller             | débrouiller |
| Déquiller                | se sauver à toutes jambes                                                                                      |
| Détramer                 | mettre en ordre des objets rassemblées pêle-mêle                                                               |
| Dîner                    | repas de la mi-journée, de midi ; bon repas                                                                    |
| Djingué                  | étriqué, trop juste, en parlant d’un vêtement                                                                  |
| Donquer                  | piquer du nez en avant en dormant sur un siège                                                                 |
| Dringue                  | flux de ventre                                                                                                 |
| Drudgine                 | ardeur juvénile, besoin de mouvement                                                                           |